# Maccaruni

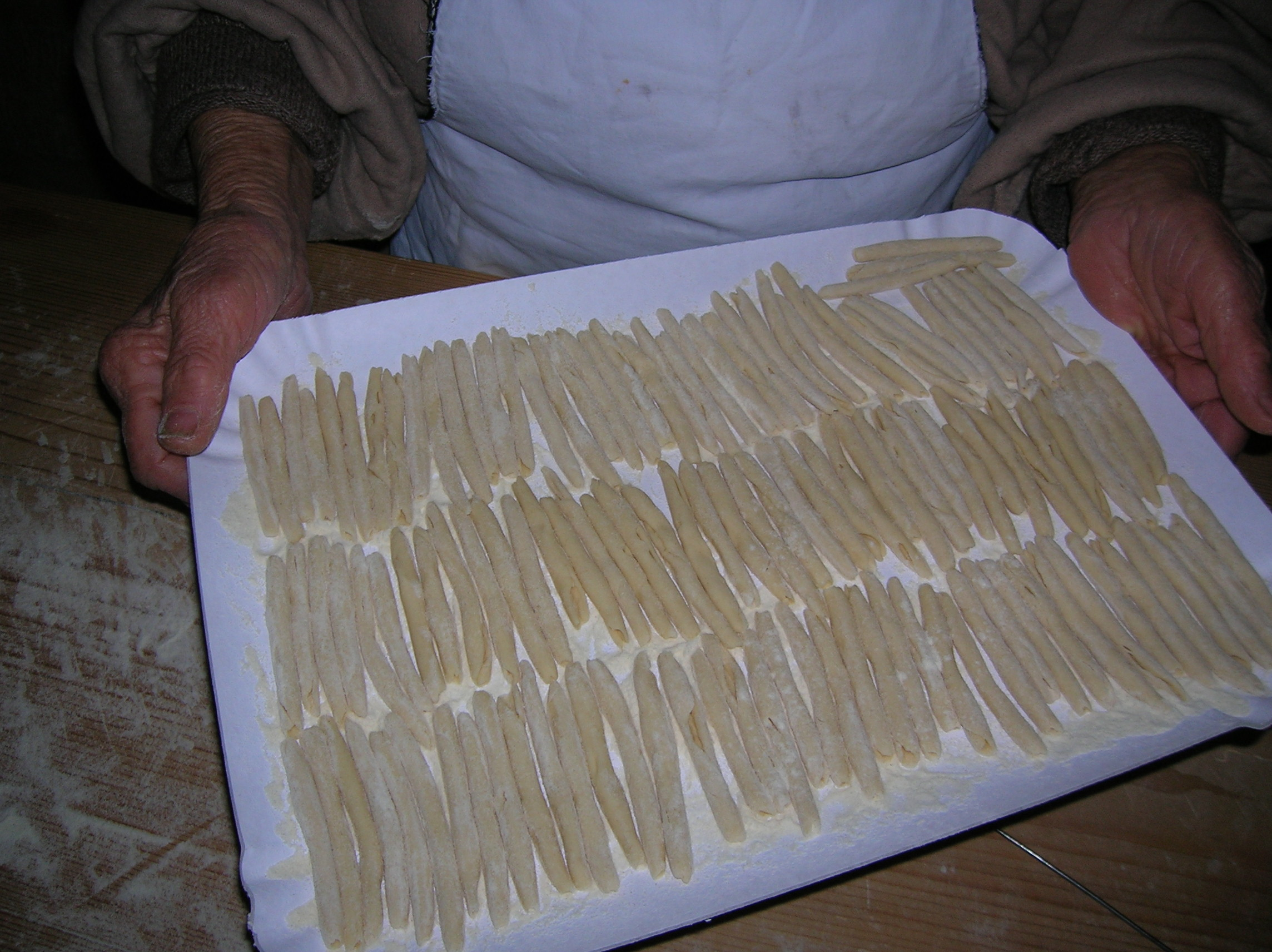
Maccaruniḍḍi.

Los maccaruni o pizzarieddi son plato típico de la cocina apulia.
El plato se prepara con macarrones salteados en un cacharro típico de hierro (llamado frizzulu o catùru) y servidos con salsa de tomate y carne de cabra o ternera.
Una segunda variante los sirve con brotes de col china sin florecer y un salteado de anchoa, ajo no muy frito y aceite de oliva fuerte.